# Gershom Levy

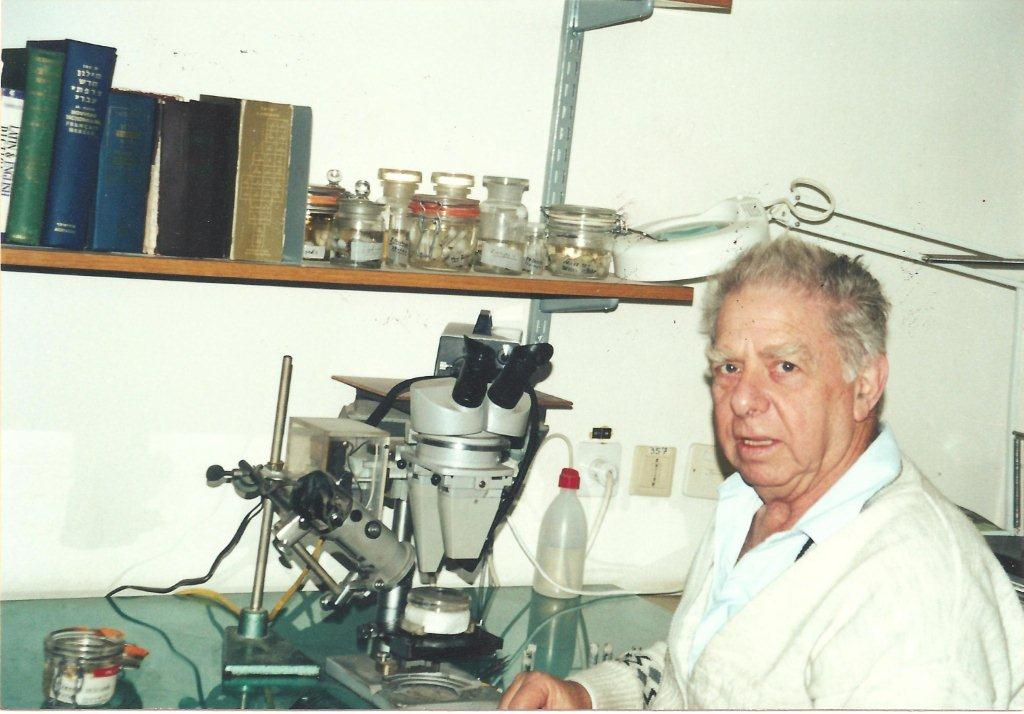
Gershom Levy

Gershom Levy (* 1937 in Tel Aviv; † 21. März 2009) war ein israelischer Biologe und Arachnologe.

## Leben
Seit 1943 in Jerusalem lebend, erlangte er 1964 den Master of Science (M.Sc.) in Biologie und 1969 den akademischen Grad eines Ph.D. an der Hebräischen Universität von Jerusalem.
Im Jahr 1970, nach dem Beginn seiner Arbeit über die Skorpione Israels, erhielt Levy ein Reisestipendium, um die Skorpion-Sammlungen in den Naturhistorischen Museen von Paris und London zu studieren und um Professor Max Vachon, einen führenden Skorpion-Taxonomen, in Paris zu besuchen. Besonders angetan hatte es ihm die Spinnen-Sammlung der Hebräischen Universität, die er um viele Exemplare aus Israel und den benachbarten Gebieten ergänzte.
Levy veröffentlichte zahlreiche Publikationen über Spinnen und Skorpione, nach ihm wurden die Spinnenarten Galeodes levyi, Phlegra levyi, Enoplognatha gershomi, Aelurillus gershomi, Agelescape levyi Guseinov sowie Gamasomorpha gershomi Saaristo und der Skorpion Androctonus amoreuxi levyi benannt.